# Liste der Mainzer Generalvikare
Die Generalvikare des Erzbistums wurden aus dem Mainzer Domkapitel heraus vom Erzbischof ernannt. Erste Generalvikare wurden bereits im 14. Jahrhundert berufen.
Die geistliche Bistumsverwaltung wurde in den 1650er Jahren von der Verwaltung des Erzstifts getrennt. Seitdem existierte das Generalvikariat als eigenständige Behörde. Vorher sind nur vereinzelt Generalvikare im Erzbistum bekannt. Nach Untergang des Erzbistums Anfang des 19. Jahrhunderts wurde das Bistum mit der Zirkumskriptionsbulle Provida solersque von Papst Pius VI. neu umschrieben und verfasst.
| von              | bis              | Name | Erzbischof                                                                                            |
| ---------------- | ---------------- | --- | --- |
|                  |                  | … | |
| um 1366          | um 1366          | Dietrich von Ilfeld                                                                                            | Gerlach von Nassau                                                                                    |
|                  |                  | … | |
| 1430             | 1433 oder später | Gregor Heimburg                                                                                                | Konrad III. von Dhaun                                                                                 |
| 1432             | ?                | Bruno von Idstein                                                                                              | Konrad III. von Dhaun                                                                                 |
| 1435             | 1436 oder 1438   | Johannes Gutwin                                                                                                | Dietrich Schenk von Erbach                                                                            |
| 1436 oder 1438   | 1440/41          | Johann von Lysura                                                                                              | Dietrich Schenk von Erbach                                                                            |
| 1440/41          | 1443             | Johannes Gutwin                                                                                                | Dietrich Schenk von Erbach                                                                            |
| 1443             | 1446/47          | Helwich von Boppard                                                                                            | Dietrich Schenk von Erbach                                                                            |
| 1446/47          | 1450             | Siegfried Piscator, Weihbischof in Mainz                                                                       | Dietrich Schenk von Erbach                                                                            |
| 1450             | ?                | Hermann Rosenberg                                                                                              | Dietrich Schenk von Erbach                                                                            |
|                  |                  | … | |
| 1506             | spätestens 1531  | Dietrich Zobel von Giebelstadt                                                                                 | Jakob von Liebenstein, Uriel von Gemmingen, Albrecht von Brandenburg                                  |
| um 1533          | um 1533          | Valentin von Tettenleben                                                                                       | Albrecht von Brandenburg                                                                              |
| um 1548          | um 1548          | Bernhard Scholle                                                                                               | Sebastian von Heusenstamm                                                                             |
|                  | …                | | |
| 1647             | 1669             | Wilderich von Walderdorff                                                                                      | Johann Philipp von Schönborn                                                                          |
| 1669             | 1678             | Christoph Rudolf von Stadion                                                                                   | Johann Philipp von Schönborn, Lothar Friedrich von Metternich-Burscheid, Damian Hartard von der Leyen |
| 1679             | 1704             | Anselm Franz von Hoheneck                                                                                      | Anselm Franz von Ingelheim, Lothar Franz von Schönborn                                                |
| 1704             | 1717             | Friedrich Wilhelm von Bicken                                                                                   | Lothar Franz von Schönborn                                                                            |
| 1717             | 1735             | Wilderich Marsilius von Hoheneck                                                                               | Lothar Franz von Schönborn, Franz Ludwig von Pfalz-Neuburg, Philipp Karl von Eltz                     |
| 1735             | 1743             | Hugo Franz Carl von und zu Eltz-Kempenich                                                                      | Philipp Karl von Eltz                                                                                 |
| 1743             | 1746             | Johann Philipp Anton von und zu Franckenstein                                                                  | Johann Friedrich Karl von Ostein                                                                      |
| 1746             | 1763             | Georg Adam von Fechenbach                                                                                      | Johann Friedrich Karl von Ostein                                                                      |
| 1763             | 1767             | Karl Franz Johann Philipp Valentin von Franckenstein                                                           | Emmerich Joseph von Breidbach zu Bürresheim                                                           |
| 1767             | 1771             | Karl Friedrich Damian Joseph Ferdinand von Dalberg                                                             | Emmerich Joseph von Breidbach zu Bürresheim                                                           |
| 1771             | 1771             | Karl Theodor von Dalberg                                                                                       | Emmerich Joseph von Breidbach zu Bürresheim                                                           |
| 1771             | 1775             | Damian Friedrich von der Leyen                                                                                 | Emmerich Joseph von Breidbach zu Bürresheim, Friedrich Karl Joseph von Erthal                         |
| 1775             | 1790             | Marian Joseph Philipp Anton Schütz von Holzhausen                                                              | Friedrich Karl Joseph von Erthal                                                                      |
| 1790             | 1801             | Joseph Casimir Karl von Redwitz                                                                                | Friedrich Karl Joseph von Erthal                                                                      |
| von              | bis              | Name | Bischof                                                                                               |
| 1802             | 1803             | Johann Valentin Schumann                                                                                       | Joseph Ludwig Colmar                                                                                  |
| 1803             | 1806             | Ernst Xaver Turin                                                                                              | Joseph Ludwig Colmar                                                                                  |
| 1803             | 1816             | Johann Bernhard Betz                                                                                           | Joseph Ludwig Colmar                                                                                  |
| 1806             | 1830             | Johann Jakob Humann                                                                                            | Joseph Ludwig Colmar, Sedisvakanz 1818–1830                                                           |
| 1830             | 1852             | (zwischen 1830 und 1852 wurde die Bistumsverwaltung vom Domkapitel unter Direktion des Domdekans wahrgenommen) | Joseph Vitus Burg, Johann Jakob Humann, Peter Leopold Kaiser, Wilhelm Emmanuel von Ketteler           |
| 1852             | 1866             | Adam Franz Lennig                                                                                              | Wilhelm Emmanuel von Ketteler                                                                         |
| 1866             | 1867             | Paul Leopold Haffner                                                                                           | Wilhelm Emmanuel von Ketteler                                                                         |
| 1867             | 1877             | Johann Baptist Heinrich                                                                                        | Wilhelm Emmanuel von Ketteler                                                                         |
| 1877             | 1886             | (Sedisvakanz)                                                                                                  | Christoph Moufang (Kapitularvikar)                                                                    |
| 1886             | 1891             | Johann Baptist Heinrich                                                                                        | Paul Leopold Haffner                                                                                  |
|                  |                  | … | |
| 1904 oder früher | 1912 oder später | Franz Engelhardt                                                                                               | Georg Heinrich Maria Kirstein                                                                         |
| 1912             | 1919             | Joseph Selbst                                                                                                  | Georg Heinrich Maria Kirstein                                                                         |
| 1920             | 1922             | Ludwig Bendix                                                                                                  | Georg Heinrich Maria Kirstein, Ludwig Maria Hugo                                                      |
| 1922             | 1936             | Philipp Jakob Mayer                                                                                            | Ludwig Maria Hugo, Albert Stohr                                                                       |
| 1937             | 1945             | Hermann Moser                                                                                                  | Albert Stohr                                                                                          |
| 1945             | 1957             | Wilhelm Kastell                                                                                                | Albert Stohr                                                                                          |
| 1957             | 1973             | Ludwig Haenlein                                                                                                | Albert Stohr, Hermann Volk                                                                            |
| 1973             | 1996             | Martin Luley                                                                                                   | Hermann Volk, Karl Lehmann                                                                            |
| 1996             | 2003             | Werner Guballa                                                                                                 | Karl Lehmann                                                                                          |
| 2003             | 2016             | Dietmar Giebelmann                                                                                             | Karl Lehmann                                                                                          |
| 2017             | 2023             | Udo Markus Bentz, Weihbischof in Mainz                                                                         | Peter Kohlgraf                                                                                        |
| 2023             |                  | Sebastian Lang                                                                                                 | Peter Kohlgraf                                                                                        |